# Европейское агентство по реконструкции
Европейское агентство по реконструкции — ныне расформированное агентство Европейского союза, ранее управляло главными программами помощи ЕС в Сербии, Косово (под UNSCR 1244/99), Черногории и Республике Северная Македония. Агентство было размещено в Салониках (Греция) с эксплуатационными центрами в Приштине (Косово), Белграде (Сербия), Подгорице (Черногория) и Скопье (Республика Северная Македония). В декабре 2008 года ЕАР официально было закрыто, поскольку его мандат закончился. Начиная с его создания до Косовской войны в агентстве обращалось около трех миллиардов евро.